# Fosfolipasa

Enllaços que hidrolitzen diferents tipus de fosfolipasa.

La fosfolipasa és un enzim que hidrolitza els enllaços fosfodièster presents en els fosfolípids. Hi ha quatre classes de fosfolipases, anomenades A, B, C i D.

## Fosfolipasa A
La fosfolipasa A2 catalitza la hidròlisi de l'àcid araquidònic dels fosfolípids, precursor dels icosanoides (leucotriens, prostaglandines).